# Carlos Coello y Pacheco
Carlos Coello y Pacheco, född 1850, död 1888, var en spansk dramatisk skriftställare.
Coello y Pacheco var en originell författare, vars alster präglas av skarp satir och godmodig humor, inte utan ett drag av melankoli. Av hans sceniska arbeten kan nämnas La mujer propia (1873, ett historiskt drama från Filip II:s tid), La pena negra, El alma en un hilo, Roque Guinart (med ämne från Cervantes) samt El principe Hamlet (en bearbetning på kastiliansk vers av Shakespeares Hamlet), vidare 3 zarzuelas: La monja Alférez, Antaño y Ogoño och Las mujeres que matan (1886), en diktsamling till drottning Mercedes minne, Siemprevivas, samt den humoristiska prosasamlingen Cuentos inverosimiles. I dagspressen finns under pseudonymen El maestro Estokrate många prov på Coello y Pachecos satiriska penna.